# American Ninja Warrior
American Ninja Warrior é um programa de televisão de competição esportiva. Estreado em 12 de dezembro de 2009 na emissora NBC, apresenta uma série de competidores que tentam ultrapassar obstáculos que, a cada período, aumentam a dificuldade. Como reconhecimento, recebeu indicação ao Primetime Emmy Awards 2019.